# بيغ بانغ (فرقة)
بيغ بانغ (الانجليزية:big bang،هانغل:빅뱅)، هي فرقة موسيقية كورية جنوبية تشكلت في 19 أغسطس من سنة 2006 بواسطة وكالة واي جي إنترتينمنت في العاصمة سيول. جميع أعضائها من الذكور، ويبلغ عددهم 5 أعضاء، وهم سينغري ودايسونغ وتاي يانغ والقائد جي دراقون وتوب. تقاعد العضو السابق سينغري من صناعة الترفيه في 11 مارس 2019. أطلقوا عليهم لقب «ملوك الكيبوب»، وقد ساعدوا في انتشار الموجة الكورية على المستوى الدولي وكانوا أحد أكثر الأعمال تأثيرًا في تاريخ الكيبوب. وهم معروفون بتجاربهم الموسيقية الرائجة، والإنتاج الذاتي، والحضور المسرحي.

## الأعضاء
- دايسونغ (2006-الآن)
- سنغري (2006-2019)
- تي يانغ (2006-الآن)
- جي دراغون (2006-الآن)
- توب (2006-الآن)

## وصلات خارجية
- بيغ بانغ على موقع IMDb (الإنجليزية)
- بيغ بانغ على موقع ميوزك برينز (الإنجليزية)
- بيغ بانغ على موقع أول ميوزيك (الإنجليزية)
- بيغ بانغ على موقع ديسكوغز (الإنجليزية)
- الموقع الإلكتروني